# Hellish War
Hellish War é uma banda brasileira formada na cidade de Campinas (SP), que mistura heavy metal tradicional com speed metal.

## História
A banda foi formada em 1995 pelo guitarrista Vulcano - que desde 1991 atuava em bandas locais da região de Campinas. Inicialmente, sua ideia era formar um "power-trio". O baterista Jayr Costa e o baixista e vocalista Marcos juntaram-se à banda e assim fizeram os primeiros shows. No ano seguinte, gravaram a primeira demo tape, intitulada The Sign.
No ano de 1997, aconteceu a primeira mudança na formação. Saiu o vocalista/baixista Marcos, e a banda passou a ser um quinteto, com a entrada de Roger Hammer no vocal, Gabriel Gostautas no baixo e Daniel Job na segunda guitarra.
Assinaram contrato com a gravadora Megahard Records e puderam então entrar em estúdio para gravar seu primeiro álbum. O trabalho, batizado como Defender of Metal, foi lançado em 2001. A turnê de divulgação do álbum levou a banda a estados do sul e sudeste do Brasil com shows em mais de 50 cidades.
Tão logo a turnê foi finalizada, novas mudanças aconteceram na banda: Jayr Costa havia sido substituído pelo baterista Daniel Person e JR era o substituto de Gabriel Gostautas no baixo. Por esta época a banda enfrenta ainda alguns problemas com sua gravadora, o que dificulta e atrasa a data para o lançamento de seu segundo álbum. Decidem então trilhar o caminho independente.
Em 2008, sai o álbum Heroes of Tomorrow, um trabalho que conta com 10 canções. A banda mergulha novamente em uma turnê de divulgação. O lançamento de Heroes of Tomorrow também marca a primeira turnê europeia da banda, que aconteceu em setembro de 2009, passando por países como Bélgica, Suiça, Alemanha e Holanda. De volta ao Brasil, a banda se apresenta junto de dois nomes notórios do heavy metal: Tim Owens e Grave Digger.
Em 2010, lançam, pela gravadora Hellion Records, o álbum Live in Germany, contendo oito faixas gravadas ao vivo durante uma de suas apresentações na Alemanha, durante o Razorblade Festival, na cidade de Datteln.
No começo de 2011, a banda anunciou que o título de seu novo álbum seria Keep It Hellish!. O álbum seria o terceiro de estúdio da banda e o quarto da carreira, sucessor do ao vivo Live in Germany.
Em 19 de julho de 2019 é lançado o quarto álbum de estúdio, Wine of Gods, gravado no Omni Studio em Cosmópolis, e no Reverbera Studio em Santos, e mixado e masterizado no PiccoliStudio em Londres. O álbum possui dez faixas e conta com a participação na música "Warbringer" de Chris Boltendahl, vocalista da banda alemã Grave Digger.
Em 2022, foram a banda de abertura do Grim Reaper em 3 shows no Brasil.
Em maio de 2023, se apresentam no festival Abril Pro Rock.

## Integrantes atuais
- Bil Martins - vocal
- Daniel Job - guitarra, teclados
- Daniel Person - bateria
- JR - baixo
- Vulcano - guitarra

## Discografia
Álbuns de estúdio
- Defender of Metal - 2001
- Heroes of Tomorrow - 2008
- Keep It Hellish - 2013
- Wine of Gods - 2019

Coletâneas
- Defender of Metal / Heroes of tomorrow - 2009

Ao vivo
- Live in Germany - 2010